# خنفر (عمد)

تعديل مصدري - تعديل

خنفر هي إحدى قرى  بمديرية عمد التابعة لمحافظة حضرموت، بلغ تعداد سكانها 573 نسمة حسب تعداد اليمن لعام 2004.